# 5 Vulpeculae
5 Vulpeculae, som är stjärnans Flamsteed-beteckning, är en ensam stjärna belägen i den mellersta delen av stjärnbilden, Räven. Den har en skenbar magnitud på ca 5,60 och är svagt synlig för blotta ögat där ljusföroreningar ej förekommer. Baserat på parallax enligt Gaia Data Release 2 på ca 13,9 mas, beräknas den befinna sig på ett avstånd på ca 235 ljusår (ca 72 parsek) från solen. Den rör sig närmare solen med en heliocentrisk radialhastighet av ca -21 km/s. Stjärnan är en del av en asterism och ligger mitt i en öppen stjärnhop betecknad Collinder 399 eller Brocchis stjärnhop.

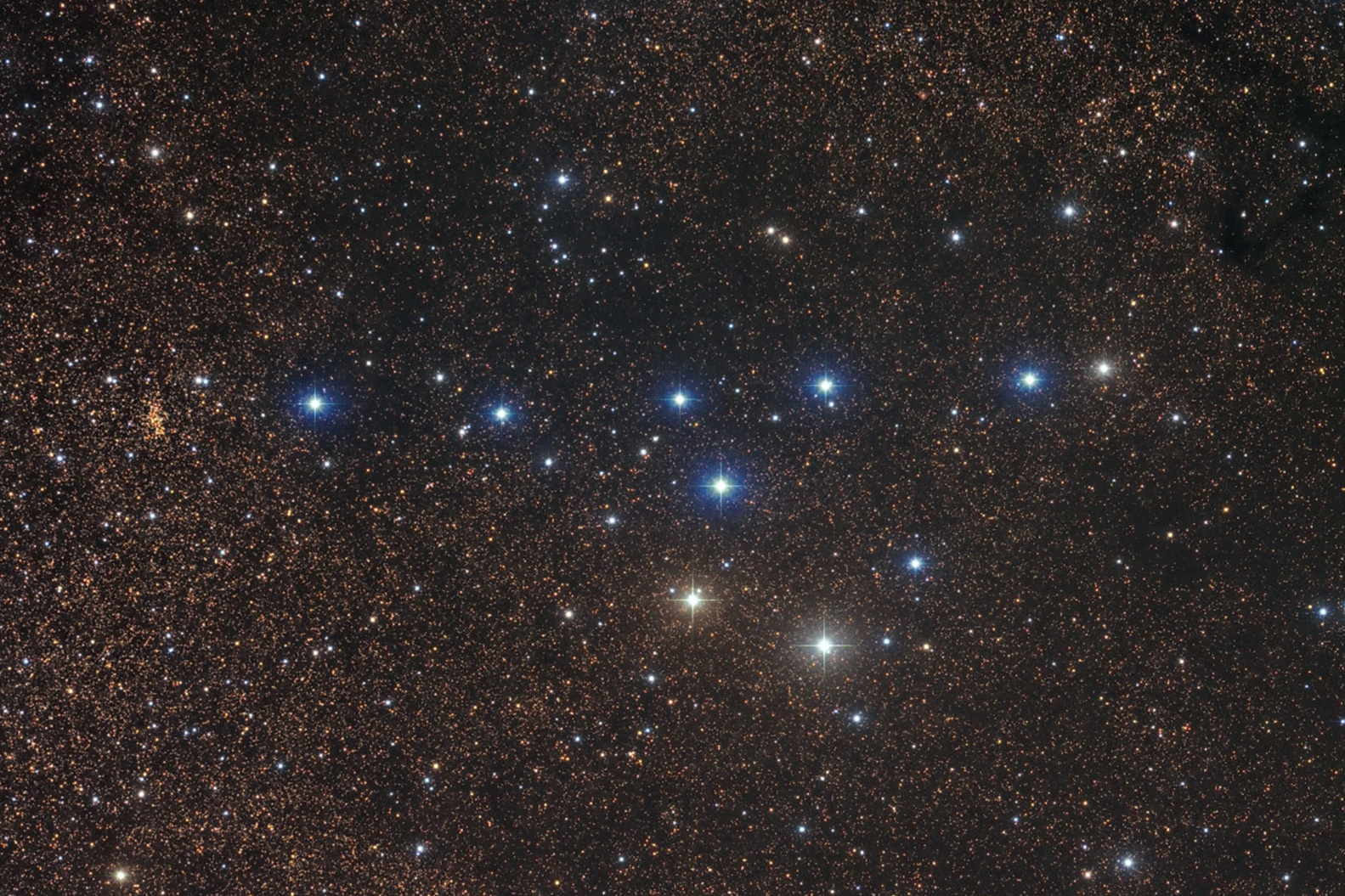
5 Vulpeculae är belägen i stjärnhopen Collinder 399 som här ses på bild. Stjärnhopen bildar en asterism som kallas Klädhängaren.

## Egenskaper
5 Vulpeculae är en vit stjärna i huvudserien av spektralklass A0 V. Den har en massa som är ca 2,3 solmassor, en radie som är ca 2,7 solradier och utsänder ca 34 gånger mera energi än solen från dess fotosfär vid en effektiv temperatur på ca 8 900 K.
En varm stoftskiva, upptäckt av Spitzerteleskopet, med en temperatur av 206 K (−67° C), kretsar kring stjärnan på ett avstånd av 13 astronomiska enheter. Även om denna upptäckt inte har gjorts direkt anger emissionssignaturen att skivan är i form av en tunn ring. Emissionen visar svaga övergående absorptionsfunktioner som tyder på att det finns kilometerstora exokometer som genomgår avdunstning när de närmar sig stjärnan.  Dessa absorptionsegenskaper har observerats variera i tidsskalor av timmar, dagar eller månader.